# Columbus Direct
Columbus Direct，又名Columbus Insurance，是一間成立於1988年的旅遊保險公司，總部設於英國倫敦。母公司為The Collinson Group，其業務包括旅遊服務、市場推廣、保險、產品研發等等，客戶遍佈120個國家。
2010年，Columbus Direct 把旅遊保險業務伸展到亞洲，並以香港及新加坡作為亞洲首個業務推行地區。

## 業務營運
Columbus Direct 在以下地區設有銷售點：
英國 (總部)
西班牙
義大利
德國
法國
澳洲
紐西蘭
荷蘭
泰國
新加坡
香港

## 外部連結
- Columbus Direct（页面存档备份，存于）
- Columbus Direct 香港（页面存档备份，存于）